# Oreodera semialba
Oreodera semialba är en skalbaggsart som beskrevs av Bates 1874. Oreodera semialba ingår i släktet Oreodera och familjen långhorningar.
Artens utbredningsområde är:
- Costa Rica.
- Nicaragua.
- Panama.

Inga underarter finns listade i Catalogue of Life.